# Upplands runinskrifter 36
Upplands runinskrifter 36 är en vikingatida runsten av granit i Svartsjö djurgård, Sånga socken och Ekerö kommun. Runstenen är 1,4 meter hög, 0,83 meter bred och 0,25 meter tjock. Runhöjden är 7-9 centimeter. Ristningen är tydlig och välbevarad. Den är signerad av Öpir. Kvinnonamnet Ingemod, som finns i ristningen, är inte känt från någon annan runinskrift. Det återfinns dock i en medeltida urkund från 1400-talet.

## Inskriften
Translitterering av runraden:
inkimoþ ' lit ' raisa ' staina ' uk ' bro ' eftiʀ ' karl boanta sin ybiʀ risti
Normalisering till runsvenska:
Ingimoð let ræisa stæina ok bro æftiʀ Karl, boanda sinn. Øpiʀ risti.
Översättning till nusvenska:
Ingemod lät resa stenarna och [göra] bron efter Karl, sin man. Öpir ristade.